# Lelia Goldoni
Lelia Goldoni (* 1. Oktober 1936 in New York City, New York; † 22. Juli 2023 in Englewood, New Jersey) war eine US-amerikanische Schauspielerin bei Film und Fernsehen.

## Leben und Wirken
Die gebürtige New Yorkerin besuchte das Los Angeles City College und stand bereits Ende der 1940er Jahre, als Zwölfjährige, vor der Kamera. Im Laufe der frühen 1950er Jahre schloss sich Lelia Goldoni den Lester Horton Dancers an und konzentrierte sich auf eine Tänzerin-Karriere in Bühnenshows. Lelia Goldonis Leben sollte sich schlagartig ändern, als der Schauspieler und Nachwuchsregisseur John Cassavetes der nur wenig filmerfahrenen, 21-jährigen Künstlerin die weibliche Hauptrolle der Lelia in dem Geschwisterdrama über den alltäglichen Rassismus in den USA, Schatten, übertrug. Hier überzeugte sie als die hellste von drei unterschiedlich dunkelhäutigen Geschwistern, die versucht, in einer „weißen“ Welt ihren kleinen Nutzen aus ihrer nur schwachen Pigmentierung zu ziehen.
Im Anschluss an diesen künstlerisch bedeutenden Film erhielt Lelia Goldoni zunächst nur noch Angebote für Auftritte in Fernsehserien. Ihre späteren Kinofilme blieben weit hinter den durch Schatten gesetzten Maßstäben zurück, und erst nach ihrer Schurkin-Rolle in dem britischen Thriller Hysteria, wo sie einem unter Amnesie leidenden Mann einreden will, er habe einen Mord begangen, begann die Amerikanerin regelmäßiger in Spielfilmen mitzuwirken. Alle nachfolgenden (und zumeist kleineren) Rollen brachten jedoch keinen Karriereschub und blieben ohne Rückhall.
Lelia Goldoni war mit dem früh verstorbenen Schauspielerkollegen Ben Carruthers (1936–1983) verheiratet, den sie während der Dreharbeiten zu Schatten kennen gelernt  hatte.

## Filmografie
Nur Kinofilme, wenn nicht anders angegeben
- 1948: Wir waren uns fremd (We Were Strangers)
- 1949: Blutsfeindschaft (House of Strangers)
- 1959: Schatten (Shadows)
- 1965: Hysteria
- 1967: Haus des Schreckens (Theatre of Death)
- 1968: Charlie staubt Millionen ab (The Italian Job)
- 1973: Alice lebt hier nicht mehr (Alice Doesn't Live Here Anymore)
- 1974: Der Tag der Heuschrecke (The Day of the Locust)
- 1976: Baby Blue Marine
- 1977: Heißes Blut (Bloodbrothers)
- 1978: Die Körperfresser kommen (Invasion of the Body Snatchers)
- 1980: The Unseen – Das unsichtbare Böse (The Unseen)
- 1981: Choices
- 1981: Bis zum letzten Schuß (Gangster Wars)
- 1984: Kampf gegen die Ausweglosigkeit (Anatomy of an Illness) (Fernsehfilm)
- 1985: City Hawk (Rainy Day Friends)
- 1993: Genius on the Wrong Coast (Dokumentarfilm, Regie und Produktion)
- 1993: Liebe bis zum Tod (Somebody to Love)
- 1994: Dexter Riley – total verkabelt und nichts begriffen (The Computer Wore Tennis Shoes) (Fernsehfilm)
- 2000: A Constant Forge (Dokumentarfilm)
- 2007: Slice (Kurzfilm)
- 2008: Chain Link
- 2010: The Pacific (Fernsehmehrteiler)
- 2012: Devil Inside
- 2016: The Funeral Director
- 2017: Norman Pinski Comes Home (Kurzfilm)
- 2018: The Next Cassavetes

## Einzelnachweis
1. ↑  Lelia Goldoni, star of John Cassavetes’ Shadows, dies aged 86. In: theguardian.com. 28. Juli 2023, abgerufen am 28. Juli 2023 (englisch).

| Personendaten    | Personendaten                                                   |
| ---------------- | --------------------------------------------------------------- |
| NAME             | Goldoni, Lelia                                                  |
| KURZBESCHREIBUNG | US-amerikanische Tänzerin sowie Film- und Fernsehschauspielerin |
| GEBURTSDATUM     | 1. Oktober 1936                                                 |
| GEBURTSORT       | New York City, Vereinigte Staaten                               |
| STERBEDATUM      | 22. Juli 2023                                                   |
| STERBEORT        | Englewood                                                       |